# Dinteloord en Prinsenland

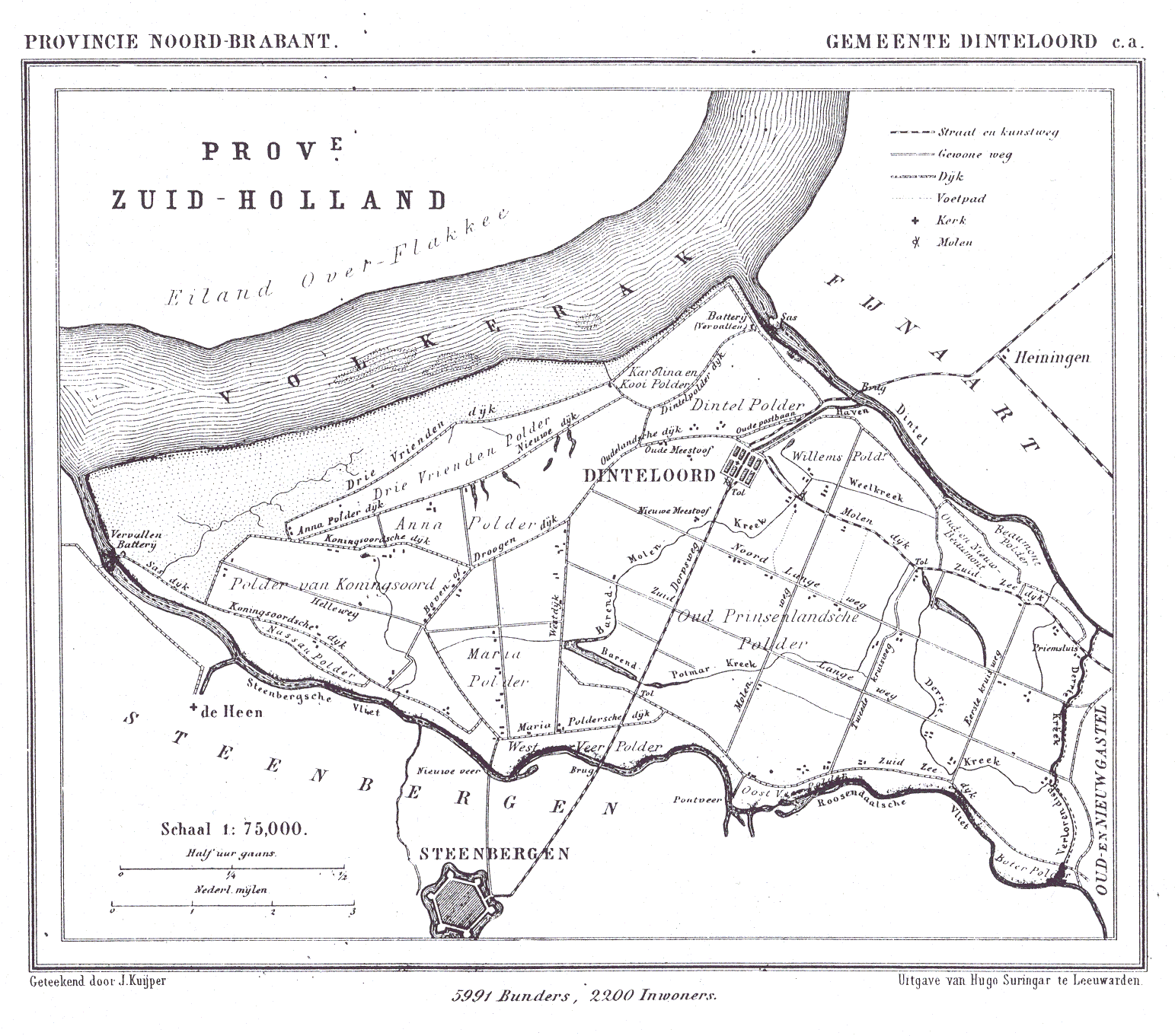
Carte de Dinteloord en Prinsenland en 1866

Dinteloord en Prinsenland est une ancienne commune néerlandaise de la province du Brabant-Septentrional.
Dinteloord en Prinsenland était située dans le nord-ouest du Brabant-Septentrional, entre le Volkerak, le Dintel et les Steenbergse et Roosendaalse Vliet. La commune était composée du village de Dinteloord et d'un certain nombre de polders, considérés comme des hameaux.
En 1840, Dinteloord en Prinsenland comptait 277 maisons et 2 035 habitants.
La commune a existé jusqu'au 1er janvier 1997, date de son rattachement à Steenbergen.